# Frederick Stapleton
Frederick Stapleton (ur. 11 marca 1877 w Basford, zm. 9 listopada 1939 w Nottingham) – brytyjski pływak i piłkarz wodny, mistrz olimpijski, uczestnik Letnich Igrzysk Olimpijskich 1900 w Paryżu.
Podczas igrzysk olimpijskich w Paryżu zdobył złoty medal w turnieju piłki wodnej z drużyną Osborne Swimming Club. Startował także w konkurencjach pływackich na dystansach 200 m stylem dowolnym oraz 200 metrów z przeszkodami, gdzie zajął odpowiednio 6. i 5. miejsce.